# Bembidion pseudocautum
Bembidion pseudocautum är en skalbaggsart som beskrevs av Carl Hildebrand Lindroth. Bembidion pseudocautum ingår i släktet Bembidion och familjen jordlöpare. Inga underarter finns listade i Catalogue of Life.